# Équipe de Côte d'Ivoire masculine de basket-ball
Cet article traite de l'équipe masculine. Pour l'équipe féminine, voir Équipe de Côte d'Ivoire féminine de basket-ball.
Maillots
L'équipe de Côte d'Ivoire de basket-ball est l'équipe nationale qui représente la Côte d’Ivoire lors des compétitions internationales masculine de basket-ball. Elle est placée sous l'égide de la Fédération Ivoirienne de Basket-Ball (FIBB). L'équipe est affiliée à la FIBA depuis 1961. Son surnom est "Les Éléphants".
L'équipe de Côte d'Ivoire participe à la Coupe du monde en Chine du 31 août au 15 septembre 2019.

## Histoire
Tout commence à l'Afrobasket de 1979, avec la troisième place arrachée, sous la conduite de Marcus Dagana, Ibrahim Traoré et Abdoulaye Diarra, avec une victoire face à l'équipe du Zaïre avec 89 points contre 65. Lors de l'édition de 1981 en Égypte, les « éléphants » entraînés par Germain Kouassi remportent la médaille d'or en finale face à l'équipe d'Égypte gagnant sur le score de 96 à 54, le MVP du tournoi se nomme Marcus Dagana. Cette victoire donne accès aux « éléphants » au championnat du monde 1982. L'aventure au mondial se termine par une dernière place.
En 1985, les « éléphants » affrontent l'équipe la plus titrée du continent, l'Angola, conduite par Ricardo Barbosa. La finale voit la victoire des « éléphants » sur le score de 98 à 86. Ce match révèle un jeune prodige de l'Asec Abidjan qui se nomme Koffi Bomgo : il marque 18 points en 15 minutes pour sa première sélection.
En 1986, les « éléphants » disputent les championnats du monde basketball 1986, mais malheureusement cette aventure se termine avec une dernière place. De plus Marcus Dagana, le meneur de cette équipe, annonce sa retraite, laissant le soin à Koffi Bomgo d'être le meneur de la relève.
L'équipe de Côte d'Ivoire participe au championnat du monde 2010 en Turquie du 28 août au 12 septembre 2010.

## Résultats

### Palmarès
| Compétitions mondiales                             | Compétitions continentales |
| -------------------------------------------------- | --- |
| - Jeux olympiques - Néant - Coupe du monde - Néant | - AfroBasket (2) - Vainqueur en 1981 et 1985 - Finaliste en 1978, 1980, 2009 et 2021 - AfroCan - Finaliste en 2023 - Jeux africains - Finaliste en 1978 - Troisième en 1987 |

### Parcours en compétitions internationales

#### Jeux olympiques
| Année | Position           |      | Année         | Position     |               | Année | Position |
| 1936  | Équipe inexistante | 1976 | Non qualifiée | 2008         | Non qualifiée |       |          |
| 1948  | Équipe inexistante | 1980 | Non qualifiée | 2012         | Non qualifiée |       |          |
| 1952  | Équipe inexistante | 1984 | Non qualifiée | 2016         | Non qualifiée |       |          |
| 1956  | Équipe inexistante | 1988 | Non qualifiée | 2020         | Non qualifiée |       |          |
| 1960  | Équipe inexistante | 1992 | Non qualifiée | 2024         | Non qualifiée |       |          |
| 1964  | Non qualifiée      | 1996 | Non qualifiée | 2028         | -             |       |          |
| 1968  | Non qualifiée      | 2000 | Non qualifiée | 2032         | -             |       |          |
| 1972  | Non qualifiée      | 2004 | Non qualifiée | Pays inconnu | -             |       |          |

#### Coupe du Monde
| Année | Position           |      | Année         | Position |               | Année | Position |
| 1950  | Équipe inexistante | 1978 | Non qualifiée | 2006     | Non qualifiée |       |          |
| 1954  | Équipe inexistante | 1982 | 13e           | 2010     | 21e           |       |          |
| 1959  | Équipe inexistante | 1986 | 23e           | 2014     | Non qualifiée |       |          |
| 1963  | Non qualifiée      | 1990 | Non qualifiée | 2019     | 29e           |       |          |
| 1967  | Non qualifiée      | 1994 | Non qualifiée | 2023     | 27e           |       |          |
| 1970  | Non qualifiée      | 1998 | Non qualifiée | 2027     | -             |       |          |
| 1974  | Non qualifiée      | 2002 | Non qualifiée | 2031     | -             |       |          |

#### AfroBasket
| Année | Position      |      | Année     | Position     |           | Année | Position |
| 1962  | Non qualifiée | 1983 | 4e        | 2005         | 10e       |       |          |
| 1964  | Non qualifiée | 1985 | Vainqueur | 2007         | 8e        |       |          |
| 1965  | Non qualifiée | 1987 | 7e        | 2009         | Finaliste |       |          |
| 1968  | 7e            | 1989 | 5e        | 2011         | 4e        |       |          |
| 1970  | Non qualifiée | 1992 | 11e       | 2013         | 4e        |       |          |
| 1972  | 10e           | 1993 | 6e        | 2015         | 12e       |       |          |
| 1974  | Non qualifiée | 1995 | 7e        | 2017         | 14e       |       |          |
| 1975  | Non qualifiée | 1997 | 8e        | 2021         | Finaliste |       |          |
| 1978  | Finaliste     | 1999 | 8e        | 2025         | -         |       |          |
| 1980  | Finaliste     | 2001 | 8e        | 2029         | -         |       |          |
| 1981  | Vainqueur     | 2003 | 11e       | Pays inconnu | -         |       |          |

## Équipe actuelle
Effectif lors de la Coupe du monde de la FIBA 2019.
| Numéro | Joueur             | Poste | Naissance         | Taille | Club 2018-2019                 |
| ------ | ------------------ | ----- | ----------------- | ------ | ------------------------------ |
| 1      | Charles Abouo      | 2/3   | 4 novembre 1989   | 1,94 m | ADA Blois Basket 41            |
| 6      | Bryan Pamba        | 1     | 7 janvier 1992    | 1,91 m | Caen BC                        |
| 7      | Baru Adjehi        | 4     | 10 décembre 1991  | 2,07 m | Básquet Coruña                 |
| 8      | Fréjus Zerbo       | 5     | 2 avril 1989      | 2,08 m | JL Bourg-en-Bresse             |
| 10     | Souleymane Diabate | 1     | 21 juillet 1987   | 1,82 m | SLUC Nancy                     |
| 11     | Vafessa Fofana     | 3     | 12 juin 1992      | 2,01 m | Nantes Basket Hermine          |
| 12     | Bali Coulibaly     | 4     | 3 juillet 1995    | 2,01 m | TOAC Basket                    |
| 13     | Tiegbe Bamba       | 3/4   | 21 janvier 1991   | 2,01 m | C' Chartres basket             |
| 14     | Guy Edi            | 2/3   | 26 décembre 1988  | 1,99 m | Champagne Châlons Reims Basket |
| 26     | Edson Kouebi       | 1     | 26 octobre 1996   | 1,90 m | Agent libre                    |
| 21     | Deon Thompson      | 4     | 16 septembre 1988 | 2,04 m | Žalgiris Kaunas                |
| 15     | Mohamed Koné       | 5     | 24 mars 1981      | 2,10 m | JA Vichy-Clermont              |
| 30     | Abraham Sié        | 1     | 31 août 1999      | 1,79 m | Abidjan BC                     |

## Sélectionneurs successifs
- Germain Kouassi
- Randoald Dessarzin (2009-2011)
- Natxo Lezkano (2011)
- Christophe Denis (2012)
- Natxo Lezkano (2013-?)
- Olivier Tea (?-2015)
- Hugues Occansey (depuis 2015)

## Joueurs célèbres et marquants
- Koffi Bomgo (record de points et de sélections, auteur 60 points sur un match[réf. souhaitée])